# Rushlee Buchanan
Rushlee Buchanan (ur. 20 stycznia 1988 w Te Awamutu) – nowozelandzka kolarka torowa i szosowa, czterokrotna medalistka mistrzostw świata w kolarstwie torowym.

## Kariera
Pierwszy sukces w karierze Rushlee Buchanan osiągnęła w 2005 roku, kiedy na torowych mistrzostwach świata juniorów zajęła drugie miejsce w wyścigu punktowym. W 2009 roku została mistrzynią Nowej Zelandii w szosowym wyścigu ze startu wspólnego. Sukces ten powtórzyła w 2010 roku ponadto wygrywając dwa tytuły w kolarstwie torowym: w scratchu i drużynowym wyścigu na dochodzenie. Na rozgrywanych w 2010 roku mistrzostwach świata w Kopenhadze wspólnie z Alison Shanks i Lauren Ellis zdobyła brązowy medal w drużynowym wyścigu na dochodzenie. Na tych samych mistrzostwach Buchanan zajęła także piętnaste miejsce w scratchu.